# نیو شارون (نیوجرسی)
نیو شارون (به انگلیسی: New Sharon) یک منطقهٔ مسکونی در ایالات متحده آمریکا است که در راببینسویل، نیوجرسی واقع شده‌است. نیو شارون ۳۲٫۰ متر بالاتر از سطح دریا قرار دارد.